# Brückenkopf

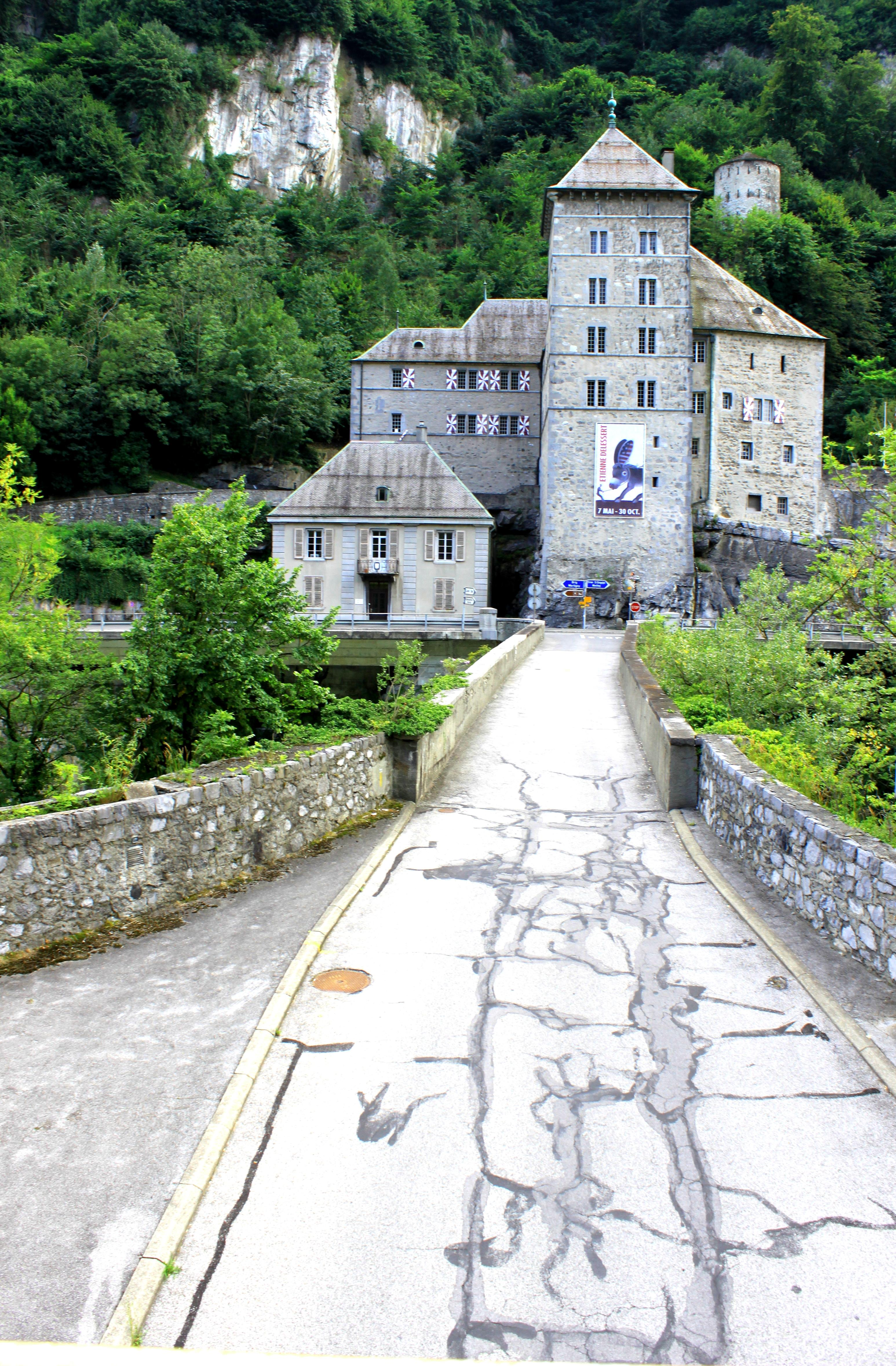
Schloss Saint-Maurice als Brückenkopf bei der Rhonebrücke

Als Brückenkopf (auch Brückenschanze) wird ursprünglich eine Wehranlage bezeichnet, die zur Sicherung einer Flussbrücke errichtet wird. Brückenköpfe wurden häufig als Hornwerk oder Redan ausgeführt. Sie konnten aber, wie der Brückenkopf Jülich, auch den Grundriss eines Kronwerks aufweisen.

## Im militärischen Sprachgebrauch
Im militärischen Sprachgebrauch ist mit einem Brückenkopf eine militärische Stellung auf feindlichem Territorium gemeint, welche vom eigenen Territorium durch einen Fluss, einen See oder ein Meer getrennt ist. Ziel der Errichtung eines Brückenkopfs ist die Erlangung eines strategischen Handlungsspielraumes. Dies geschieht in der Regel durch die Einnahme eines Gebietes, welches ein sicheres Anlanden von eigenen Truppen sowie von Nachschub ermöglicht. Derartige Stellungen können im Rahmen einer amphibischen Operation erkämpft werden, wie etwa im Zweiten Weltkrieg bei der alliierten Landung in der Normandie. Auch beim Rückzug eines Heeres können Brückenköpfe entstehen, so zum Beispiel der zwischen Januar und Oktober 1943 von Wehrmachtstruppen gehaltene Kuban-Brückenkopf.
Medial spielt der (militärische) Brückenkopf im Film Dunkirk von Christopher Nolan eine wichtige Rolle. Der Film behandelt die Schlacht von Dünkirchen, einer französischen Stadt am Ärmelkanal, in der sich britische Truppen zurückzogen, nachdem sie von vorrückenden deutschen Truppen immer weiter zurückgedrängt worden waren. Die Briten hatten in diesem Fall eine militärische Stellung bzw. einen Brückenkopf auf französischem Staatsgebiet, welches zu diesem Zeitpunkt weitgehend unter Kontrolle der deutschen Wehrmacht stand und somit Feindgebiet war.
In dem deutschen Antikriegsfilm Die Brücke des Regisseurs Bernhard Wicki nach dem gleichnamigen autobiografischen Roman von Gregor Dorfmeister wird am Beispiel der missglückten Errichtung eines Brückenkopfes zur Verteidigung einer Brücke die grausame Sinnlosigkeit eines fanatischen militärischen Aktionismus für die individuellen Schicksale der handelnden Protagonisten dargestellt, die als „Kindersoldaten“ in den letzten Tagen des Zweiten Weltkriegs dafür rekrutiert worden waren.

## In der zeitgenössischen Architektur
In der zeitgenössischen Architektur werden städtebaulich markante Bauwerke, die Brückenauffahrten markieren, als Brückenkopf bezeichnet.

## Historische Abbildungen

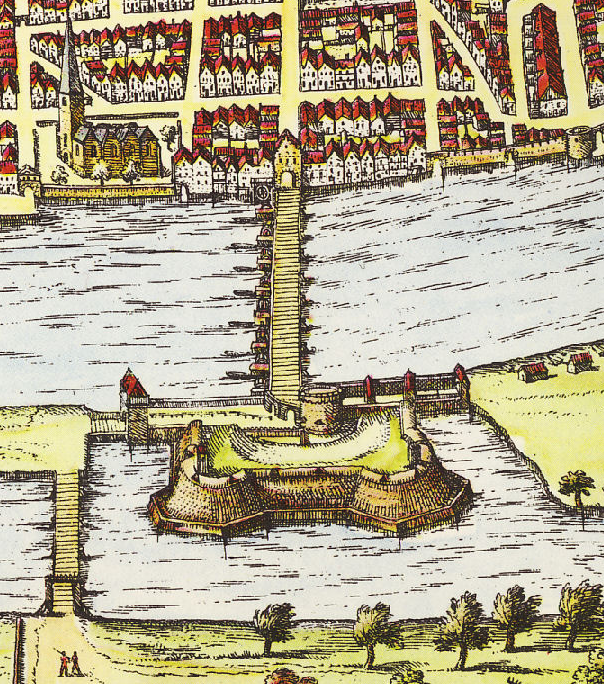
Brückenkopf mit Brautbastei an der Großen Weserbrücke der Stadt Bremen, 1589 nach Braun und Hogenberg
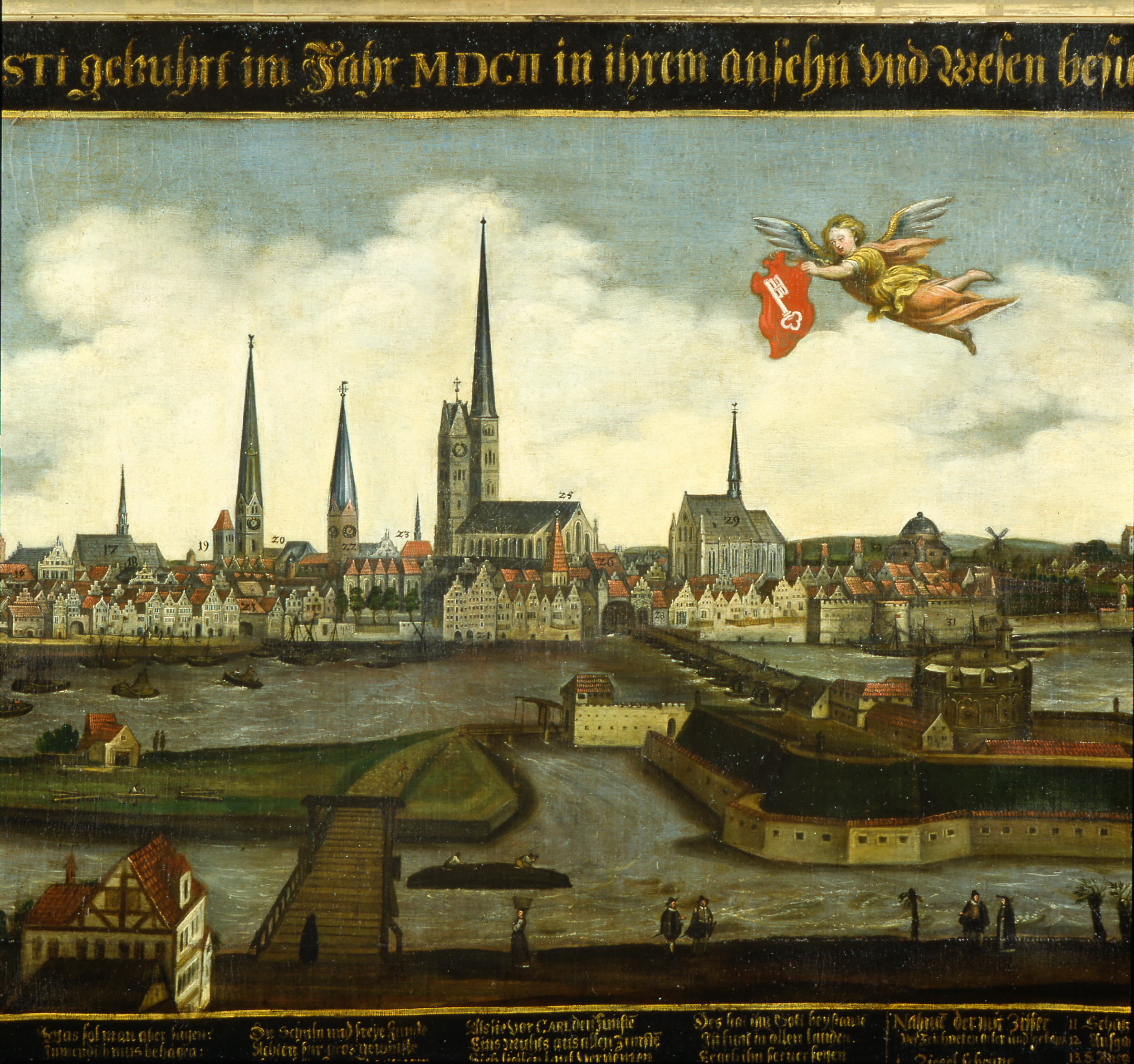
Bremen: Große Weserbrücke mit Brautbastei im Jahre 1602
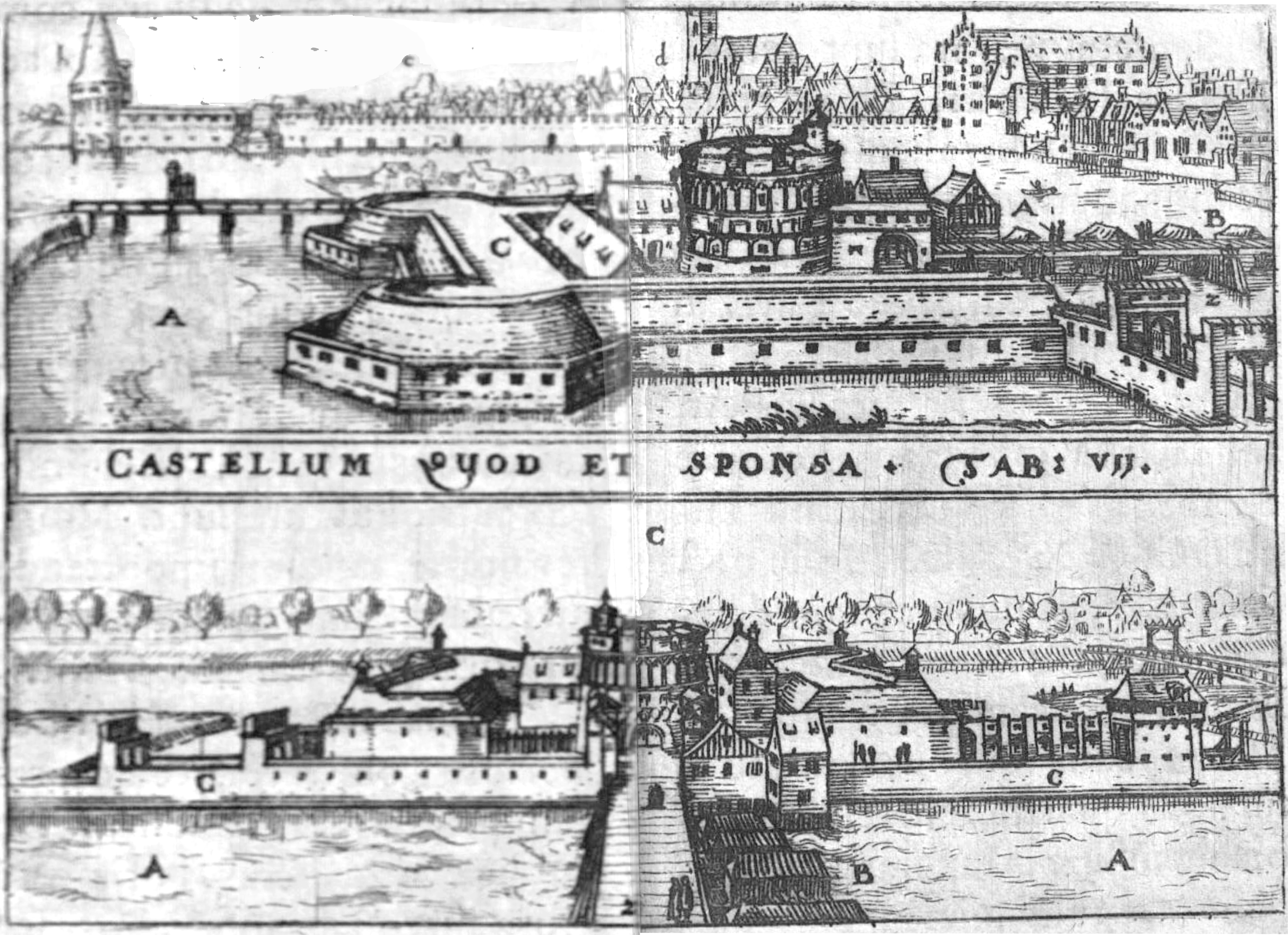
Bremer "Castellum Sponsa" (Brautbastei) mit der Großen Weserbrücke im Jahr 1602
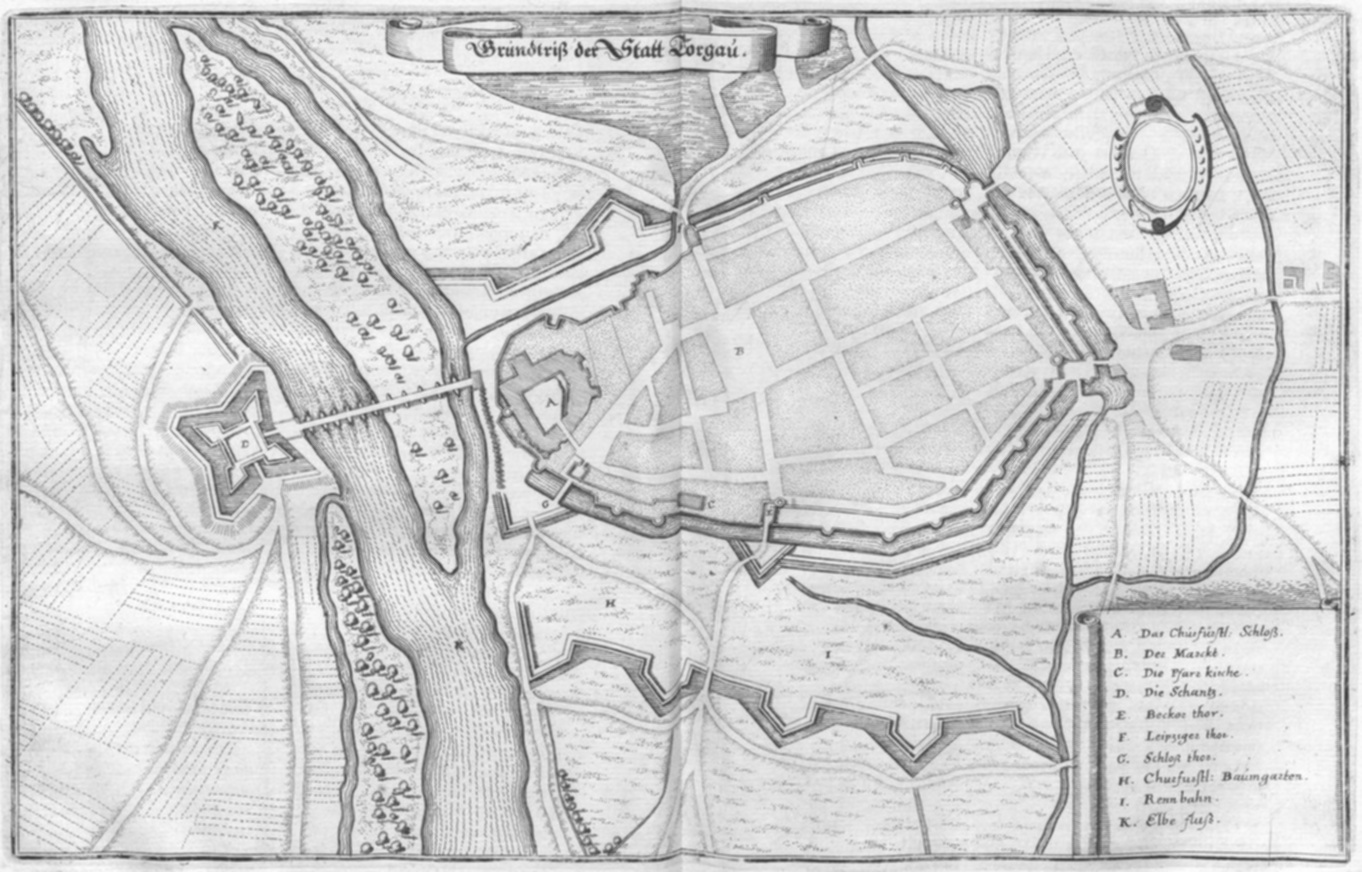
Festung Torgau mit Brücke über die Elbe und Brückenkopf-Fort, Merian-Grundriss, um 1650